# Parapercis diplospilus
Parapercis diplospilus is een straalvinnige vissensoort uit de familie van krokodilvissen (Pinguipedidae). De wetenschappelijke naam van de soort is voor het eerst geldig gepubliceerd in 1981 door Gomon.